# Türkische Studentenföderation in Deutschland
Die Türkische Studentenföderation in Deutschland (ATÖF;  türkisch: Almanya Türk Öğrenci Federasyonu) bezeichnet eine 1962 gegründete bundesweite Interessenvertretung türkischer Studierender in Deutschland, die 1977 aufgelöst wurde.

## Geschichte
Die erste regionale deutsch-türkische Studierendenvereinigung nach dem Zweiten Weltkrieg wurde 1954 in München ins Leben gerufen. In den Folgejahren gründeten sich weitere, unter anderem 1957 in Berlin und in Karlsruhe. Die ATÖF entstand 1962 als Zusammenschluss von neun solchen Studierendenvereinen. Gründungsort war wiederum München. 1977 wurde die ATÖF aufgrund interner Probleme aufgelöst.